# Czelin
Czelin (deutsch Zellin) ist ein Dorf mit 420 Einwohnern (2006) der Gemeinde Mieszkowice (Bärwalde) im Powiat Gryfiński der polnischen Woiwodschaft Westpommern.

## Geographische Lage
Der Ort liegt in der Neumark acht Kilometer westlich von Bärwalde/Neumark (Mieszkowice) am rechten Ufer der Oder.

## Geschichte

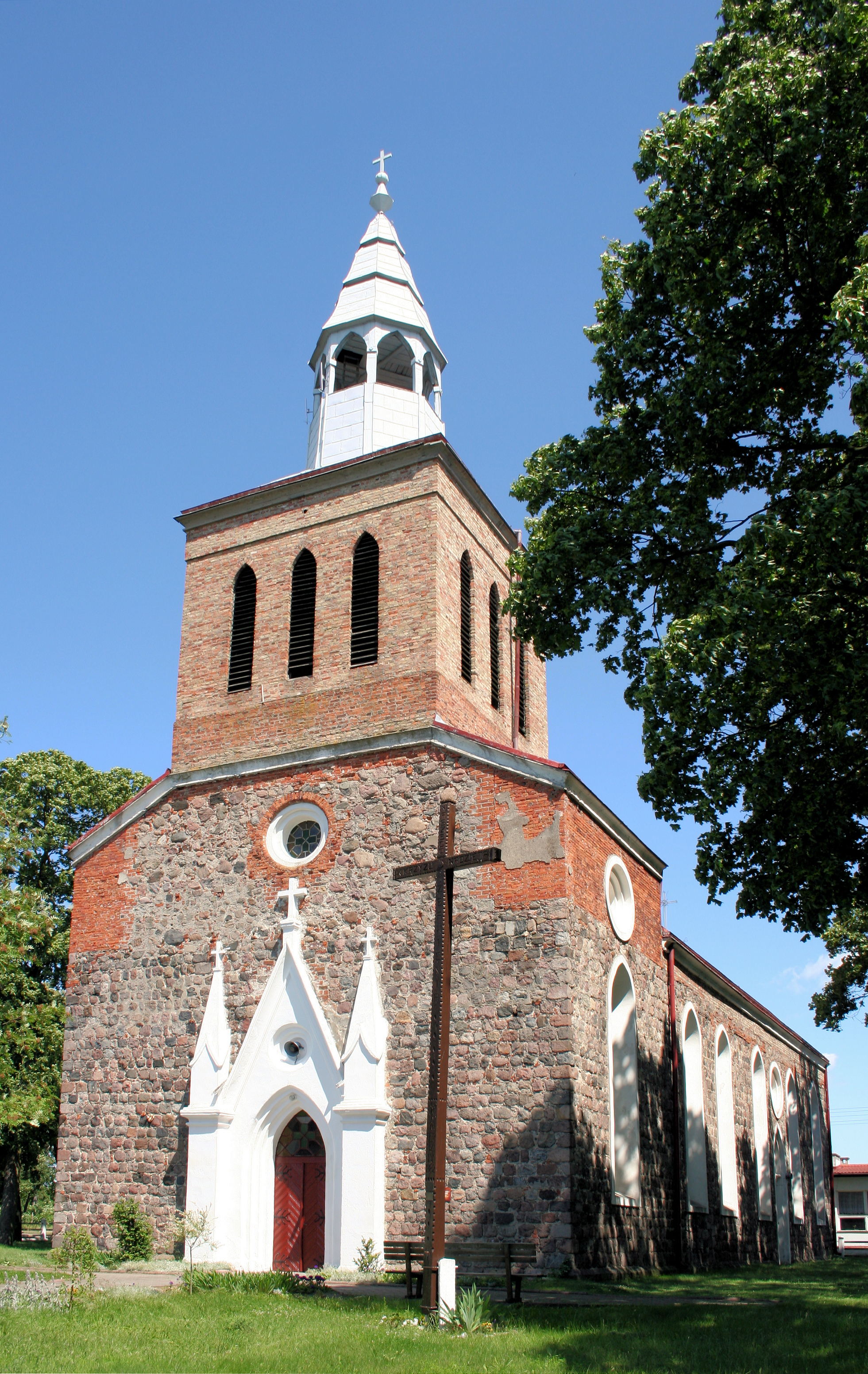
Katholische Pfarrkirche (bis 1945 evangelisch)

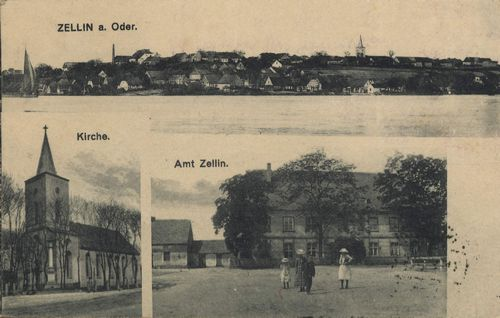
Bildpostkarte mit älteren Ansichten von Zellin

Im Jahr 1317 verfügte Markgraf Woldemar von Brandenburg, dass in Zukunft immer dann, wenn in der Stadt Zellin
ein zweifelhafter Rechtsfall zu entscheiden sei, die Ratsmitglieder der Stadt Soldin in letzter Instanz Recht sprechen sollen. Zellin hatte demnach zu diesem Zeitpunkt bereits Stadtrecht besessen.
Die Familie von Mörner wurde vom brandenburgischen Kurfürst Joachim I. Nestor 1499 mit dem Dorfe Zellin belehnt. Die Grafen von Mörner besaßen als altadeliges Geschlecht der Mark Brandenburg neben dem Rittergut Zellin auch Güter in der Uckermark und Altmark.
Der Ort gehörte bis 1945 zum Landkreis Königsberg Nm. im Regierungsbezirk Frankfurt der Provinz Brandenburg des Deutschen Reichs.
Gegen Ende des Zweiten Weltkriegs besetzte im Frühjahr 1945 die Rote Armee die Region mit dem Ort. Bald darauf wurde Zellin von der Sowjetunion unter polnische Verwaltung gestellt. Zellin erhielt den neuen polnischen Namen Czelin. In der darauf folgenden Zeit wurde die deutsche Bevölkerung aus Zellin vertrieben. Am Oderdeich vor Zellin wurde am 27. Februar 1945 der erste polnische Grenzpfahl errichtet, an den nun ein Gedenkstein erinnert.
Der ehemalige Ortsteil Zelliner Loose samt Vorwerk am gegenüberliegenden Oderufer ist heute als Ortsteil Gieshof-Zelliner Loose in der Gemeinde Letschin im Landkreis Märkisch-Oderland gelegen.

### Bevölkerungsentwicklung
| Jahr | Einwohner | Anmerkungen                           |
| ---- | --------- | ------------------------------------- |
| 1800 | 1299      | [ 5 ]                                 |
| 1830 | 2048      | [ 5 ]                                 |
| 1858 | 2480      | darunter drei Katholiken und 18 Juden |
| 1875 | 2155      | [ 6 ]                                 |
| 1880 | 2102      | [ 6 ]                                 |
| 1933 | 1304      | [ 6 ]                                 |
| 1939 | 1215      | [ 6 ]                                 |
| 2021 | 0357      | [ 7 ]                                 |

## Sehenswürdigkeiten
Die Kirche aus dem 13. Jahrhundert wurde vom Templerorden errichtet und besteht heute noch. Hier war auch die Kanzlei der Kathedrale von Cammin und Sitz des Archidiakonat Zellin.

## Persönlichkeiten: Söhne und Töchter des Ortes
- Theodor Grawert (1858–1927), deutscher Musiker